# Szanuj
Szanuj − debiutancki album polskiego zespołu reggae Star Guard Muffin. Wydawnictwo ukazało się 19 listopada 2010 roku nakładem wytwórni muzycznej Lou & Rocked Boys. Płyta dotarła do 1. miejsca listy OLiS w Polsce.

## Lista utworów
Źródło.
1. „Dancehall Queen”
2. „Sometimes” (feat. Chieftain Joseph)
3. „Pół żartem” (feat. Staff)
4. „O muzyce reggae”
5. „1 2 w górę ręce”
6. „I” (cover Kurta Nilsena)
7. „Sgm United”
8. „Dokąd zmierza ten świat”
9. „Ganja Trip”
10. „Nikt o tym nie wie”
11. „Pamiętaj”
12. „Tears in Heaven” (cover Erica Claptona)
13. „Szanuj” (outro)

## Twórcy
- Kamil Bednarek − śpiew, słowa
- Szymon Chudy − gitara
- Radek Szyszkowski − instrumenty klawiszowe
- Kuba Wojciechowski − gitara basowa
- Maciej Pilarz − perkusja
- Szymon Folwarczny − produkcja muzyczna, mastering
- Janusz Wyrzykowski − oprawa graficzna
- Dawid Meller − producent wykonawczy
- Marcin Pająk − zdjęcia